# 音樂動起來
《音樂動起來》（英語：Music On The Move）是香港電台電視部製作的音樂資訊節目，全節目共10集，由音樂人單立文主持，探討現今香港流行音樂的情況。

## 每集內容
| 集數 | 播映日期 | 嘉賓主持          | 嘉賓                                                   | 主題                   | 表演曲目                                                     |
| 01   | 3月31日  | 文恩澄            | 蘇永康、雷頌德、郭啟華、李志剛                         | 重返頒獎台             | 《那誰》 《失眠》 《Casablanca》                             |
| 02   | 4月7日   | 葉靄璇            | 達明一派、周耀輝、潘源良、黃志淙、朱耀偉               | 愛情以外               | 《今夜星光燦爛》 《天花亂墜》 《The Man Who Sold The World》 |
| 03   | 4月14日  | 吳若希            | 農夫、周錫漢、DJ Galaxy                                | 嘻哈說唱作             | 《全民合拍》 《雙喜臨門》 《叱咤勁歌金曲》                   |
| 04   | 4月21日  | 蔡穎恩            | 觸執毛、曹震豪                                         | 獨立主義               | 《Something Special》 《Sister》 《Good Night》              |
| 05   | 4月28日  | 李悅彤            | GEM、張丹、趙增熹、洛施婷                              | 重造好音樂             | 《睡公主》 《Someday I'll fly》 《Mercy On Me》              |
| 06   | 5月5日   | 陳嘉寶            | 鄭欣宜、許廷鏗、何哲圖、馮禮慈、嚴勵行、韋景雲、黃安弘 | 造星障礙賽             | 《Lucky》 《面具》 《有故事的人》                            |
| 07   | 5月12日  | 陳嘉倩            | 莊冬昕、陳少琪、梁栢堅                                 | 流行歌，你Chok定唔Chok | 《食軟雪榚》 《Chok》 《Come As You Are》                    |
| 08   | 5月19日  | 董敏莉            | 張敬軒、關楚耀、泰迪羅賓                               | 伴我行樂               | 《壯舉》 《我這一代人》 《四面楚歌》                         |
| 09   | 5月26日  | Aka @ Super Girls | 黃貫中、The Postman、袁智聰、Senseless                 | 因搖滾之名             | 《這是我姿勢》 《Can’t Bring Me Down》 《我就是這樣的》      |
| 10   | 6月2日   | 梁佑嘉            | 方大同、薛凱琪、區新明                                 | 唱作空間               | 《好不容易》 《甜蜜蜜》 《Lately》                           |

## 外部連結
- rthk.hk 香港電台網站: 音樂動起來 （页面存档备份，存于）

## 備註
1. ↑  根據官方網頁，前稱《繼續樂與怒》